# NGC 65
NGC 65 (również PGC 1229) – galaktyka eliptyczna (E/SB0), znajdująca się w gwiazdozbiorze Wieloryba. Odkrył ją Frank Muller w 1886 roku.